# Fünfkampf-Länderkampf der Frauen 1970 Sowjetunion – BR Deutschland
| 7. Leichtathletik-Länderkampf mit bundesdeutscher Beteiligung 1970 | 7. Leichtathletik-Länderkampf mit bundesdeutscher Beteiligung 1970 |
| ------------------------------------------------------------------ | ------------------------------------------------------------------ |
|                                                                    |                                                                    |
| Fünfkampf der Frauen: Sowjetunion – BR Deutschland                 |                                                                    |
| Austragungsort                                                     | Leningrad                                                          |
| Wettbewerbe                                                        | 1                                                                  |
| Datum                                                              | 15./16. August                                                     |
| 1. URS 2. FRG                                                      | 23.975 Punkte 23.596 Punkte                                        |
| Chronik                                                            |                                                                    |
| ← URS-FRG 10kampf (M)                                              | FRA-FRG LK (M) →                                                   |

Im siebten Vergleich des Länderkampfjahres 1970 bestritten die bundesdeutschen Fünfkämpferinnen wie ihre männlichen Mehrkampf-Kollegen am 15./16. August in Leningrad einen Länderkampf mit der Sowjetunion. Die erste Begegnung mit diesen starken Kontrahentinnen im Vorjahr in Heidelberg hatte die Sowjetunion für sich entschieden.

## Wettbewerbe und Modus
Jede Nation konnte sechs Fünfkämpferinnen stellen, von denen die fünf Besten über die Addition ihrer Punkte aus dem Wettkampf gewertet wurden. Beide Länder schöpften die Höchstzahl der möglichen Teilnehmerzahl aus.

## Ergebnis
Der Ausgang dieses Aufeinandertreffens war knapp. Die sowjetischen Athletinnen sicherten sich die ersten beiden Plätze. Dahinter platzierten sich die gewerteten bundesdeutschen Vertreterinnen auf den Ränge drei, vier, sechs, acht und neun. Am Ende reichte es zu einem Erfolg für die Sowjetunion und die Bundesrepublik Deutschland musste sich mit 23.596 zu 23.975 Punkten geschlagen geben.

## Legende
Kurze Übersicht zur Bedeutung der Symbolik – so üblicherweise auch in sonstigen Veröffentlichungen verwendet:
| LK  | Länderkampf                    |
| DNF | nicht im Ziel (did not finish) |
| DNS | nicht am Start (did not start) |

## Resultat Fünfkampf
| Platz | Name                  | Nation | Punkte | 100 m Hürden | Kugel- stoßen | Hoch- sprung | Weit- sprung | 200 m  |
| ----- | --------------------- | ------ | ------ | ------------ | ------------- | ------------ | ------------ | ------ |
| 01    | Walentina Tichomirowa | URS    | 5092   | 13,7 s       | 13,57 m       | 1,70 m       | 6,27 m       | 24,8 s |
| 02    | Tatjana Kondraschowa  | URS    | 5027   | 13,8 s       | 11,71 m       | 1,73 m       | 6,10 m       | 23,7 s |
| 03    | Karen Mack            | FRG    | 4939   | 14,2 s       | 12,29 m       | 1,73 m       | 6,10 m       | 24,7 s |
| 04    | Christel Voß          | FRG    | 4812   | 14,3 1       | 13,54 m       | 1,73 m       | 5,52 m       | 25,7 s |
| 05    | Wera But              | URS    | 4692   | 14,3 s       | 13,94 m       | 1,64 m       | 5,62 m       | 26,3 s |
| 06    | Ulrike Jacob          | FRG    | 4665   | 14,2 s       | 10,49 m       | 1,67 m       | 5,67 m       | 24,6 s |
| 07    | Ludmilla Skolobankowa | URS    | 4598   | 14,3 s       | 12,96 m       | 1,61 m       | 5,59 m       | 26,2 s |
| 08    | Ursula Leuschner      | FRG    | 4459   | 14,4 s       | 10,24 m       | 1,64 m       | 5,85 m       | 25,0 s |
| 09    | Erika Weinstein       | FRG    | 4582   | 14,1 s       | 10,60 m       | 1,58 m       | 5,66 m       | 24,7 s |
| 10    | Valentina Plotnikowa  | URS    | 4564   | 14,4 s       | 10,75 m       | 1,67 m       | 5,73 m       | 25,8 s |
| 11    | Christa Bieg          | FRG    | 3469   | 14,8 s       | 11,86 m       | 1,50 m       | 5,39 m       | DNF    |
| DNF   | Marija Sisjakowa      | URS    |        | 14,4 s       | 13,27 m       | 1,30 m       | DNS          |        |